# Kreis Rolle
| Kreis Rolle           | Kreis Rolle         |
| Basisdaten            | Basisdaten          |
| --------------------- | ------------------- |
| Staat:                | Schweiz             |
| Kanton:               | Waadt (VD)          |
| Bezirk:               | Rolle               |
| Hauptort:             | Rolle               |
| Fläche:               | 12,14 km²           |
| Einwohner:            | 11'258 (31.12.2023) |
| Bevölkerungsdichte:   | 927 Einw. pro km²   |
| Aufgehoben am:        | 31. Dezember 2006   |
| Karte                 |                     |
| Karte von Kreis Rolle |                     |

Der Kreis Rolle (französisch Cercle de Rolle) war bis zum 31. August 2006 eine Verwaltungseinheit des Bezirks Rolle im Kanton Waadt in der Schweiz. Sitz des Kreisamtes war Rolle.
Der Kreis umfasste vier Gemeinden und war 12,14 km² gross. Die Gemeinden des ehemaligen Kreises zählten Ende 2023 11'258 Einwohner.
| Wappen         | Name der Gemeinde | Einwohner (31. Dezember 2023) | Fläche in km² | Einw. pro km² |
| -------------- | ----------------- | ----------------------------- | ------------- | ------------- |
| Allaman        | Allaman           | 431                           | 2,61          | 165           |
| Mont-sur-Rolle | Mont-sur-Rolle    | 2'783                         | 3,86          | 721           |
| Perroy         | Perroy            | 1'598                         | 2,92          | 547           |
| Rolle          | Rolle             | 6'446                         | 2,75          | 2344          |
| Total (4)      | Total (4)         | 11'258                        | 12,14         | 927           |